# Jessica Rosencrantz
Jessica Emilia Marie Rosencrantz (de soltera Andersson; nascuda el 6 d'octubre de 1987) és una política sueca, membre del Partit Moderat i diputada al Parlament suec des de 2010. És presidenta del Comitè de la UE del Parlament i líder del grup adjunt al Parlament per els Moderats, així com membre de la Junta Parlamentaria. Des de setembre de 2024 és ministra d'Afers de la Unió Europea i Cooperació Nòrdica al gabinet Kristersson. Té un màster en Ciències Econòmiques per l'Escola d'economia d'Estocolm amb una especialització en economia.